# Уолсингем, Мелюзина фон дер Шуленбург
Петронелла Мелюзина фон дер Шуленбург, графиня Уолсингем (англ. Melusina von der Schulenburg, Countess of Walsingham; 1 апреля 1693, Ганновер или Лондон — 16 сентября 1778, Лондон) — внебрачная дочь британского короля Георга I и его многолетней любовницы Мелюзины фон дер Шуленбург, герцогини Кендал.

## Биография
В 1722 году Мелюзина стала пожизненным пэром с титулами баронессы Алдборо и графини Уолсингем.
5 сентября 1733 года в Ислворте (графство Мидлсекс) обручилась с Филипом Стэнхоупом, 4-м графом Честерфилдом, одним из лидеров вигской партии. Детей в браке не имела, но есть косвенные доказательства, что в результате добрачной связи с губернатором провинции Мэриленд Чарльзом Калвертом, 5-м бароном Балтимором стала матерью Бенедикта Суингейта Калверта, американского революционного политика.